# パワーポップアンドカンパニー
パワーポップアンドカンパニー（POWERPOP & Co.）は、日本の音楽芸能事務所。1999年設立。

## 概略
所在地は東京都品川区。現在の所属タレントは未定、過去の所属タレントはCHARCOAL FILTERとCAMEL WIZARD。開業当初は社員が一名だけで、オフィスビルの机一つを間借りしていたと言うが、年々その規模を拡大している。
2006年にはインディーズレコードレーベルのDAIJIMUSIC（ダイジミュージック）を立ち上げ、新たなミュージシャンの発掘を行っている。

## 所在地
- 〒141-0021

東京都品川区上大崎2-9-4 メゾン成田103

## 社長
- 大場規正